# Alban Pierson
Pour les articles homonymes, voir Pierson.
Alban Lucien Pierson, né le 27 décembre 1972, est un tireur sportif français.
Il remporte la médaille d'or en tir rapide au pistolet à 25 mètres par équipes et la médaille d'argent en tir au pistolet à 25 mètres par équipes aux Championnats du monde de tir 2018 à Changwon avec Clément Bessaguet et Boris Artaud.